# Ex sede dell'Istituto Nazionale Luce
L'ex sede dell'Istituto Nazionale Luce è un complesso di edifici di Roma situato nel quartiere Don Bosco.

## Storia
Il complesso venne costruito nel 1937, su progetto degli architetti Andrea e Clemente Busiri Vici, Arnaldo Regagioli e Rodolfo Rustichelli, su commissione dell'Istituto Nazionale Luce (L'Unione Cinematografica Educativa). La prima pietra fu posata il 10 novembre 1937 da Benito Mussolini e consacrata dal gesuita Pietro Tacchi Venturi.
Nel 1978 il Comune di Roma ne assume la proprietà, per poi, nei primi anni del duemila, farne la sede dell'allora Municipio Roma X e, dal 2013, del Municipio Roma VII.

## Collegamenti
È raggiungibile dalla stazione Subaugusta.